# Gibson Technology

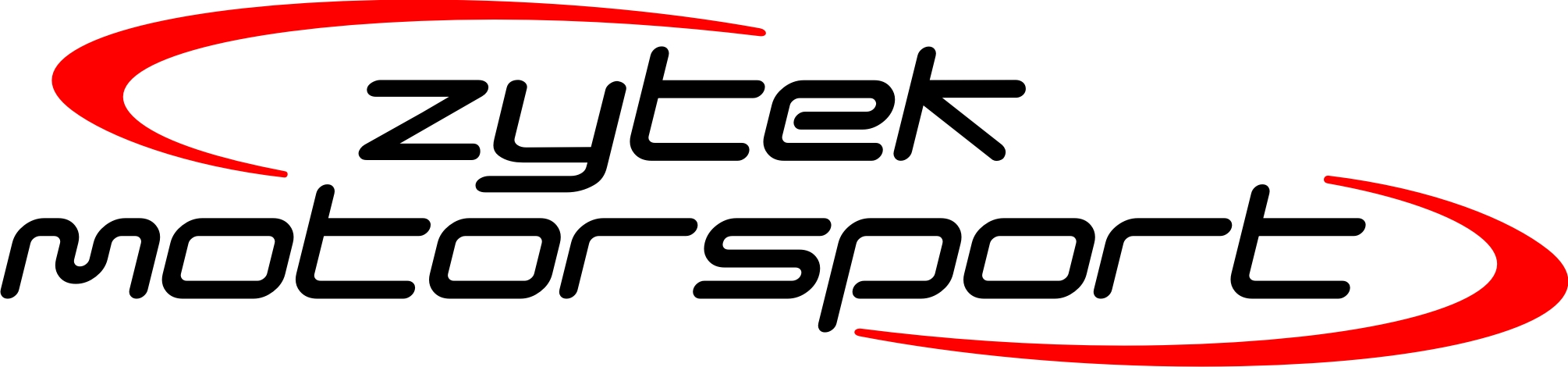
Logo Zytek

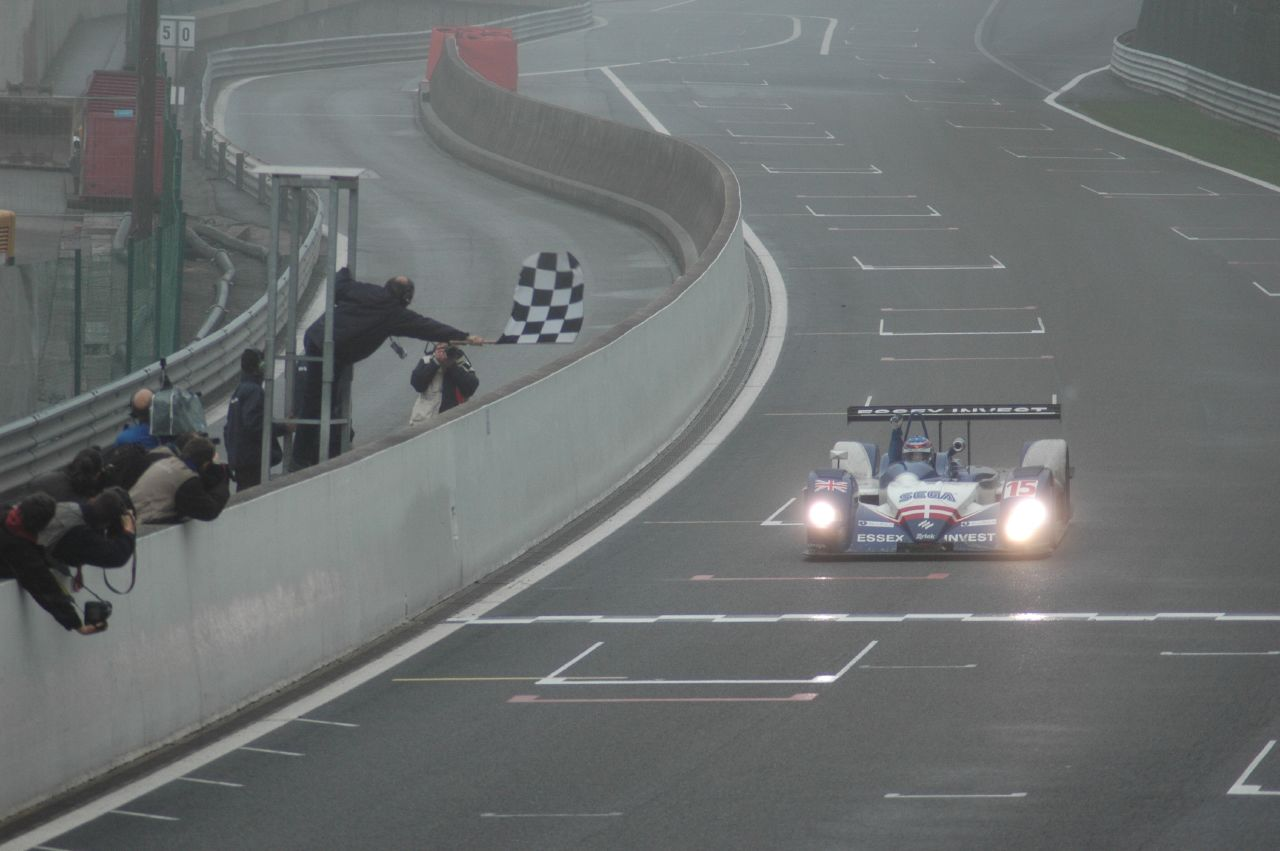
La Zytek 04S, vincitrice della 1000 km di Spa nel 2005

La Gibson Technology (sino al 2014 Zytek Engineering) è un'azienda automobilistica inglese che produce motori e telai per vetture da competizione, sia di categoria monoposto che prototipi della Le Mans Series.
Fu fondata nel 1981 da Bill Gibson con base a Fradley and Repton, nel Regno Unito. Esso era divisa in due divisione Zytek Automotive', basata a Fradley, Staffordshire e la Zytek Engineering, bastata a Repton, Derbyshire. La prima nel 2014 fu ceduta alla compagnia tedesca Continental AG mentre la seconda specializzata nel ramo delle vetture e motori da competizione rimase in possesso di Gibson e rinominata Gibson Technology.
Dal 1999 al 2005 fornisce i motori per la Formula 3000 Internazionale, accumulando soltanto due rotture in tutte le sei stagioni. Nel 2005 presenta la sua candidatura per fornire telaio e motore alla nascente GP2 ma viene sconfitta dalla Dallara. Da allora si cimenta nei prototipi costruendo telai. Nel 2008 porta in pista la prima vettura a doppia alimentazione dotata di Kers alla Petit Le Mans. Nel 2011 una Zytek Z11SN schierata dal team Greaves Motorsport vince la classe LMP2 alla 24 ore di Le Mans e nel campionato LMS. Inoltre conquista il titolo team e costruttori nella classe LMP2 dell'ILMC.,
La vettura, ribattezza Gibson 015S , ha condotto la Greaves Motorsport alla vittoria nell'edizione 2015 dell'European Le Mans Series, e il team Jota Sport in quella del 2016, prima di essere dismessa per i cambi regolamentari.
Dal 2009 il propulsore 3 litri Zytek equipaggia le Osella FA30 che gareggiano nelle cronoscalate di tutta Europa e con cui il pilota italiano Simone Faggioli ha conquistato cinque campionati europei e quattro titoli italiani. Dal 2016 equipaggia il Team Blue City Motorsport, montata su telaio ufficiale Osella e guidata da Christian Merli, plurivincitore degli ultimi campionati Europei CEM.
A partire dal 2016 la Gibson è diventata l'unico fornitore di motori per la classe LMP2 con un 4,2 litri V8 da 600 cv